# Alfred Balachowsky
Alfred Serge Balachowsky, född den 15 augusti 1901 i Korotja, död den 24 december 1983 i Paris, var en ryskfödd fransk entomolog specialiserad på sköldlöss, men forskade även på skalbaggar. 1948 valdes han till ordförande för Société entomologique de France. Han var aktiv i motståndsrörelsen under andra världskriget vilket ledde till att han fängslades vid Buchenwalds koncentrationsläger. Efter kriget vittnade Balachowsky vid Nürnbergrättegångarna.
Auktorsnamnet Balachowsky kan användas för Alfred Balachowsky i samband med ett vetenskapligt namn inom zoologin; se Wikipedia-artiklar som länkar till auktorsnamnet.